# Cosmorhoe szechuana
Cosmorhoe szechuana là một loài bướm đêm trong họ Geometridae.